# Can’t Get Enough
Can’t Get Enough ist ein Lied und die Debütsingle der englischen Rockband Bad Company. Es wurde 1974 auf dem Debütalbum Bad Company veröffentlicht wurde und ist ihr größter Hit.
Der Song erreichte Platz 5 der Billboard Hot 100 Charts und Platz 1 der Top 100 Singles-Charts des Magazins Cashbox; er wird oft auf Classic-Rock-Radiosendern gespielt.

## Komposition
Der Song wurde von Mick Ralphs geschrieben, der seine Gitarre in der offenen C-Stimmung C-C-G-C-E-C stimmte. Ralphs erklärte: „In der Standard-Stimmung klingt es nie richtig. Es braucht das offene C, um diesen Klang zu haben.“
Der Song lehnt sich an das Riff an, das Ralphs 1972 für seinen Mott-the-Hoople-Song One of the Boys aus dem Album All the Young Dudes verwendete.

## Rezeption
Billboard beschrieb Can’t Get Enough als „guten, soliden Rocker“ und lobte die Gesangsleistung von Paul Rodgers. Cashbox nannte es „einen der besten Rocker, die in den letzten Jahren aus Großbritannien kamen“ und beschrieb es als „Top 40-orientiert mit einem härteren Flair.“ Record World sagte, dass „Leadsänger Paul Rodgers gerade genug von einem kontrollierten Kraftpaket ist, um dies in ein solides Top 40 Stück zu verwandeln.“
Der Classic-Rock-Kritiker Malcolm Dome bewertete ihn als den zweitbesten Song von Bad Company und sagte, dass er „ein schlurfendes Riff mit einer stilvollen Melodie kombiniert, und das alles mit einer großen Produktion, die immer noch intim klingt.“
Die Classic-Rock-History-Kritikerin Janey Roberts bewertete ihn als den drittbesten Song von Bad Company und sagte, dass „die Drei-Akkord-Progression von ‚Can’t Get Enough‘ ein Favorit junger Gitarristen wurde, die in den 1970ern aufwuchsen.“ Der Kritiker von Ultimate Classic Rock Matt Wardlaw bewertete den Song als den fünftbesten Song von Bad Company und sagte, dass Paul Rodgers in diesem Song „völliges Vertrauen in seine Fähigkeit ausstrahlt, das Mädchen zu bekommen, das er will.“